# Удружење филмских уметника Србије
Удружење филмских уметника Србије (УФУС) је репрезентативно национално удружење које од 1950. године организује професионалне филмске редитеље, сценаристе, сниматеље слике, аниматоре, сценографе и костимографе у Србији. Седиште удружења је у Београду, у улици Теразије 26/I.

## Историјат
Укидањем Комитета за кинематографију Владе ФНРЈ и републичких комитета 1951. године престало је непосредно буџетско финансирање, спроведена је децентрализација, а од свих делова кинематографије се очекивало да послују по привредном рачуну, с тим што је држава и даље покривала негативну разлику у трошковима производње. У слободном статусу је било четиристо филмских радника, педесет и један редитељ, шездесет и три сниматеља, тридесет монтажера и других, годинама се тај број смањивао. Савез филмских радника Југославије је основан 5. марта 1950. и покренуо је организовање одговарајућих удружења филмских радника по републикама. Удружење филмских радника Народне републике Србије је основано 4. јуна исте године у просторијама „Авала филма” на Ташмајдану, у данашњој згради Телевизије Београд. Његов први изабрани председник је био Радош Новаковић, а управу су чинили Војислав Нановић, Пуриша Ђорђевић, Жика Митровић, Вања Бјењаш, Ото Денеш и секретар Јован Живановић. Због великог броја отпуштених филмских радника, убрзо је само у Београду дошло до поделе првобитног Удружења филмских радника Србије на два удружења: Удружење филмских уметника Србије у коме су били малобројни редитељи играног филма, афирмисани сценаристи, редитељи документарног филма, сниматељи, сценографи и слично и Удружења филмских уметничких сарадника Србије које је окупило уметничке сараднике – асистенте режије, асистенте сниматеља, редитеље документарног филма и других. Од секције глумаца Удружења филмских радника Србије се издвојило Удружење филмских глумаца Србије 17. октобра 1968. У међувремену, развојем новог медијума – телевизије, удружење проширује назив у Удружење филмских и телевизијских радника Србије, а данашњи назив Удружење филмских уметника Србије добија на Оснивачкој скупштини 7. јуна 1980. Први председник реорганизованог Удружења филмских уметника Србије и председавајући Скупштине био је Миливоје Мића Милошевић, а касније су ту функцију обављали Здравко Рандић, Живорад Милић, Пуриша Ђорђевић, Петар Лаловић, Милорад Јакшић Фанђо, Жарко Драгојевић, Вера Влајић и Милан Кнежевић, који је актуални председник у другом мандату. Чланови удружења су најугледнији филмски уметници у Србији, организовани у четири целине: Секција редитеља, сценариста и композитора играног филма, Секција редитеља и сценариста документарног и анимираног филма, Секција сниматеља играног и документарног филма и Секција сценографа и костимографа. Удружење додељује награде за животно дело, годишње награде за филмско стваралаштво, меморијалну награду „Јован Аћин” и повељу „Александар Петковић” за изузетан ауторски допринос камере. Издаје часопис „Нови филмограф” од 2005. године по узору на часопис „Филмограф” који је у Београду излазио тромесечно 1976—1989. Издавачи су књига „Нови Филмограф – За васкрс српског филма”, „Старе и нове покретне слике”, „Нови Филмограф, Едиција + Национални филм” и „Српска авангарда и филм”.

## Продукција филмова
Удружење филмских уметника Србије је са продукцијом почело 1952, седам година после Другог светског рата. Група аустријских филмских радника, окупљених око Cosmopol Filma из Беча, одлучује да уради филм у копродукцији са југословенским партнером УФУС-ом из Београда. И поред бројних препрека на том путу, филмска екипа успева да реализује филм Последњи мост, као свој први филм за који добијају награду на Фестивалу у Кану 1954. године.
Филмови у продукцији УФУС-а
- 1954. — Последњи мост
- 1955. — Ешалон доктора М.
- 1955. — Њих двојица
- 1955. — Два зрна грожђа
- 1956. — Путници са Сплендида
- 1956. — Последњи колосек
- 1957. — Зеница
- 1958. — Рафал у небо
- 1958. — Кроз грање небо
- 1958. — Госпођа министарка
- 1958. — Погон Б
- 1960. — Друг председник центарфор
- 1960. — Партизанске приче
- 1961. — Лето је криво за све
- 1962. — Прозван је и V-3
- 1962. — Медаљон са три срца
- 1962. — Звиждук у осам